# NGC 7194
NGC 7194 est une vaste galaxie elliptique située dans la constellation de Pégase. Sa vitesse par rapport au fond diffus cosmologique est de 8 437 ± 36 km/s, ce qui correspond à une distance de Hubble de 113,4 ± 8,0 Mpc (∼370 millions d'al). NGC 7194 a été découverte par l'astronome américain Lewis Swift en 1884.
À ce jour, une mesure non basée sur le décalage vers le rouge (redshift) donne une distance d'environ 123,100 Mpc (∼402 millions d'al). Cette valeur est tout juste à l'extérieur des valeurs de la distance de Hubble.
Les galaxies NGC 7194 et NGC 7195 sont voisines sur la sphère céleste et leur distance sont similaires. Elles forment sans doute une paire réelle de galaxies. D'autre part, en se basant sur article de White et al. publié en 1999, la base de données NASA/IPAC indique que ces deux galaxies font partie du groupe WBL677. Selon, l'article de White et al., trois galaxies appartiennent au groupe de WBL677. La troisième galaxie est PGC 67935 dont la distance de Hubble est égale à 115,5 ± 8,1 Mpc (∼377 millions d'al).